# 赤楽早船
赤楽早船（あからくはやふね）は、安土桃山時代に作られた楽焼（赤楽）の茶碗。

## 概要
千利休に才能を見込まれた陶芸家・長次郎の作で、利休七種茶碗の一つに数えられる。
「早船」の銘は、利休が茶会を催す際、わざわざ高麗から早船で運ばせてまでこの茶碗を取り寄せたと語ったことに由来する。細川幽斎や古田重然らが所望したが、利休の死後は蒲生氏郷の手に渡り、その後、氏郷から京都の大文字屋宗夕、矢倉九右衛門、金沢の亀田是庵を経て、大阪の藤田家へと伝わった。現在は畠山記念館が所蔵している。
どの時点で破損したのかは不明だが、口縁から腰廻にかけて貫入があり、黒漆による修繕がなされている。